# 御厨站 (静冈县)
34°43′6.12″N 137°53′6.54″E / 34.7183667°N 137.8851500°E
御廚站（日语：／ Mikuriya eki */?）位於日本靜岡縣磐田市鎌田北坊中，是東海旅客鐵道（JR東海）東海道本線（靜岡地區）的鐵路車站。

## 概要
御廚站是當地居民請願後而建設的車站。站名來自於當地舊地名「御廚村」。
本站是東海道線 (靜岡地區)自愛野站啓用以來，19年來首個新站。而對東海道本線全線而言，則是2018年JR總持寺站開業以来，2年來首個新站。

## 歷史
- 1987年：居民向磐田市提交設站請願書[4]。
- 1990年：磐田市向JR東海提出建站的请愿书。
- 2016年6月11日：動工[5]。
- 2019年2月6日：車站定名爲「御厨」[2]。
- 2020年
  - 3月7日：連貫車站南北面的南北自由通道開放使用[6]，同日舉行車站竣工紀念儀式[7]。
  - 3月14日：車站開業[8][6]。原本當天會在車站發售開業紀念月台票，但因新冠肺炎疫情而取消，改在JR東海的鐵道俱樂部網站線上發售[9]。慶祝車站開業的觀光特急列車「御廚號」也取消開行[10]。

## 車站構造
車站爲地面車站，設有跨站式站房。北口，南口和西口通过横跨东海道本线和东海道新干线的南北自由通道而連接，其中西口在未來預計將增設泊車轉乘服務。山葉發動機公司取得了車站北口廣場的冠名權，命名爲「山葉發動機Revs Circle」，並設置了一塊紀念看板及一座高12公尺的紀念碑，從高空俯看呈現出山葉發動機的三音叉造型商標。
車站設有側式月台2面2線。附近的山葉體育場是日本職業足球磐田喜悦球隊的主場，由於預想到舉行球賽時會有大量群衆使用本站，因此月台直接建成5米的寬度，以應付届時的人潮。倉西川的暗渠在站台下橫過。

### 月台配置
| 月台 | 路線       | 方向 | 目的地         |
| ---- | ---------- | ---- | -------------- |
| 1    | 東海道本線 | 上行 | 靜岡、沼津方向 |
| 2    | 東海道本線 | 下行 | 濱松、豐橋方向 |

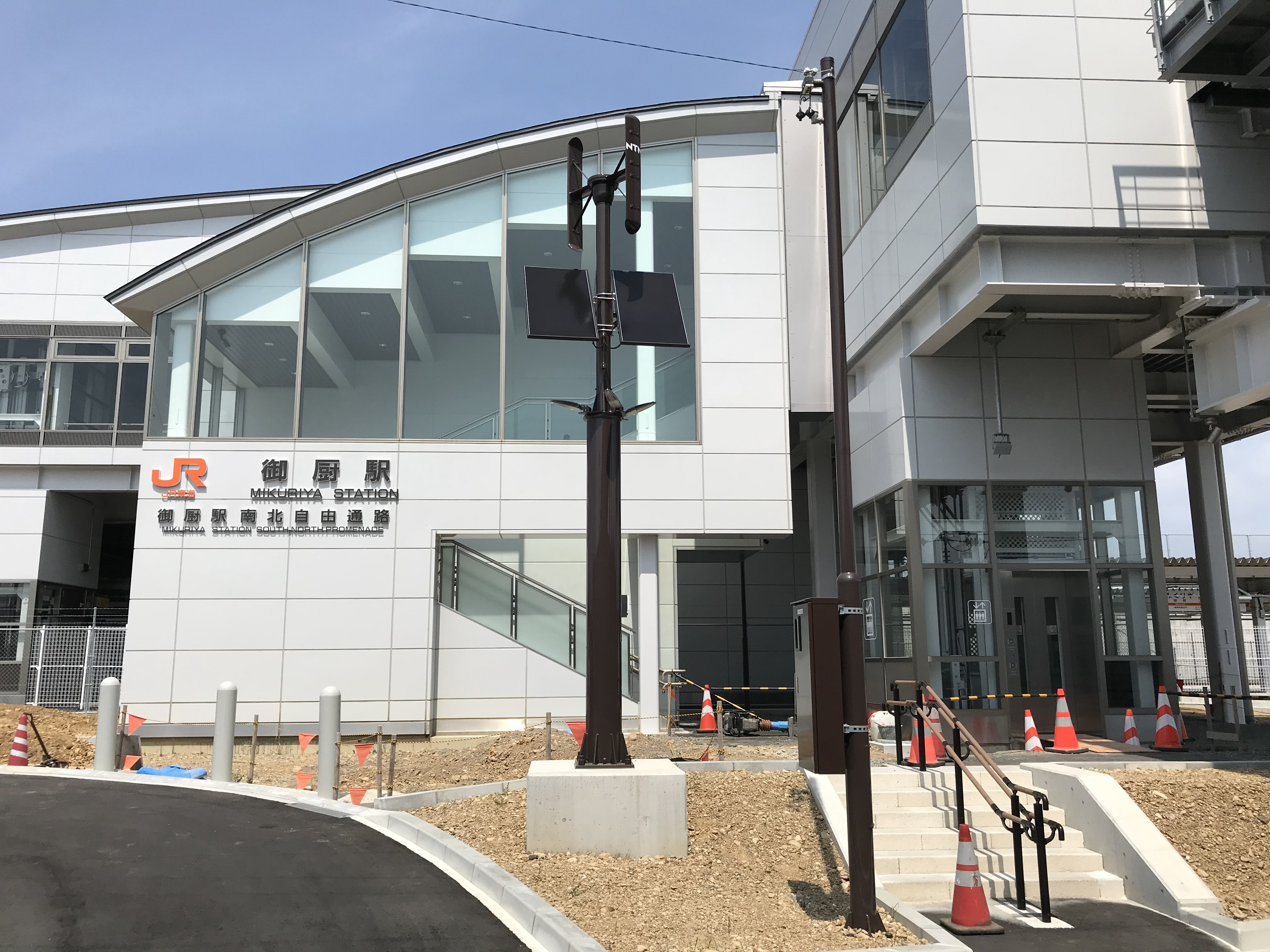
西口（2020年8月19日攝）
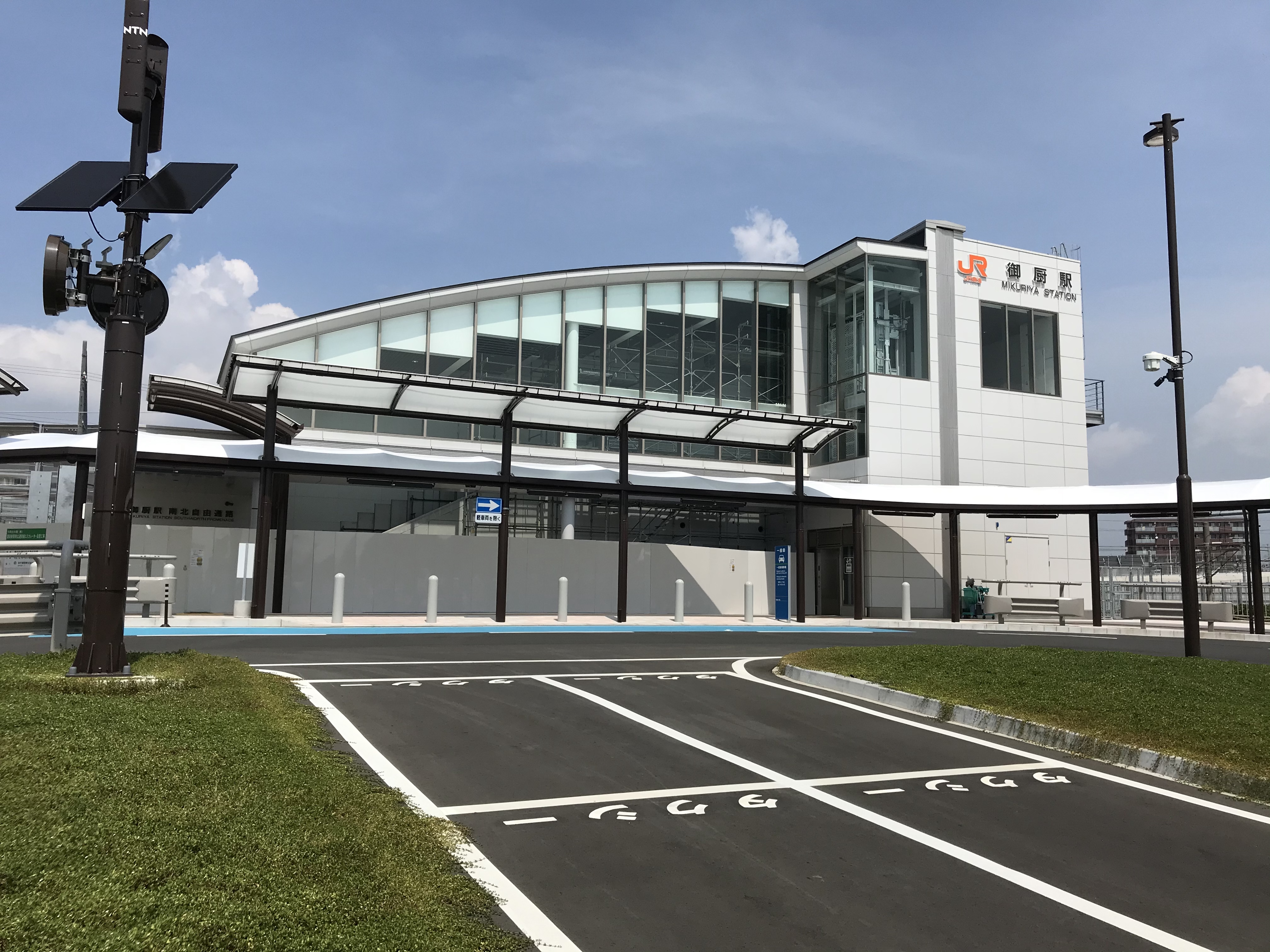
南口（2020年8月19日攝）
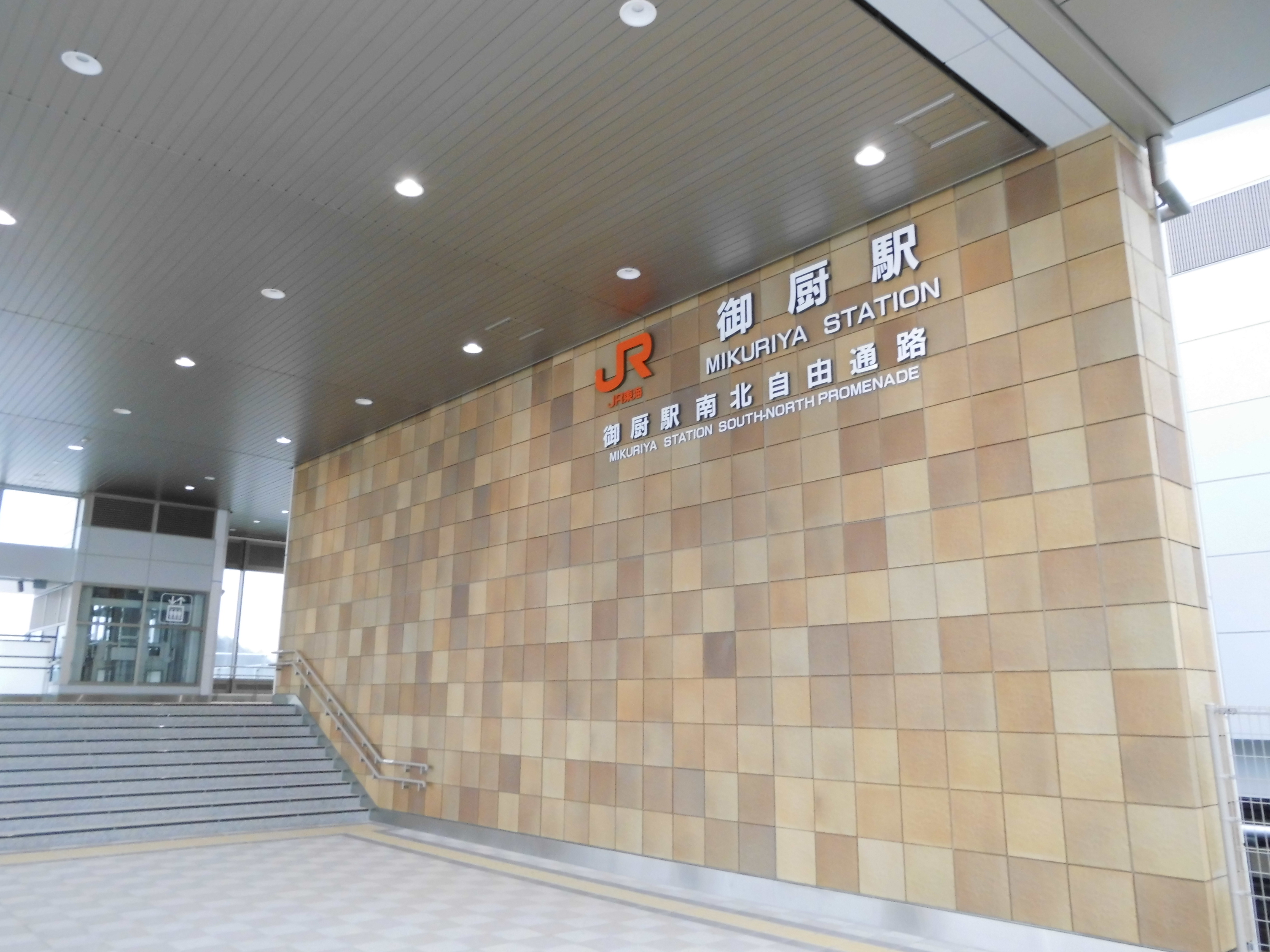
北口（2020年3月14日攝）
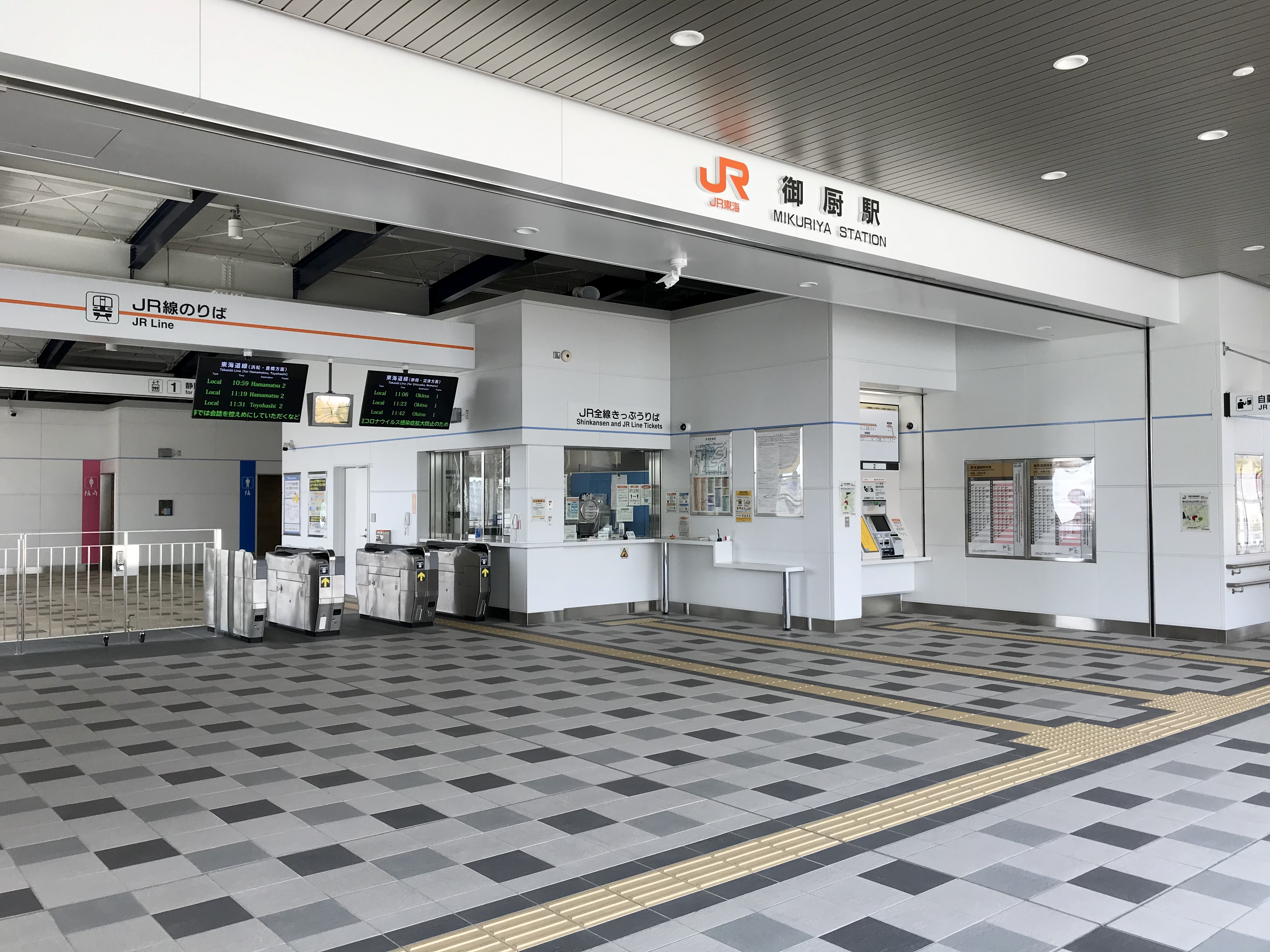
閘口（2020年8月19日攝）
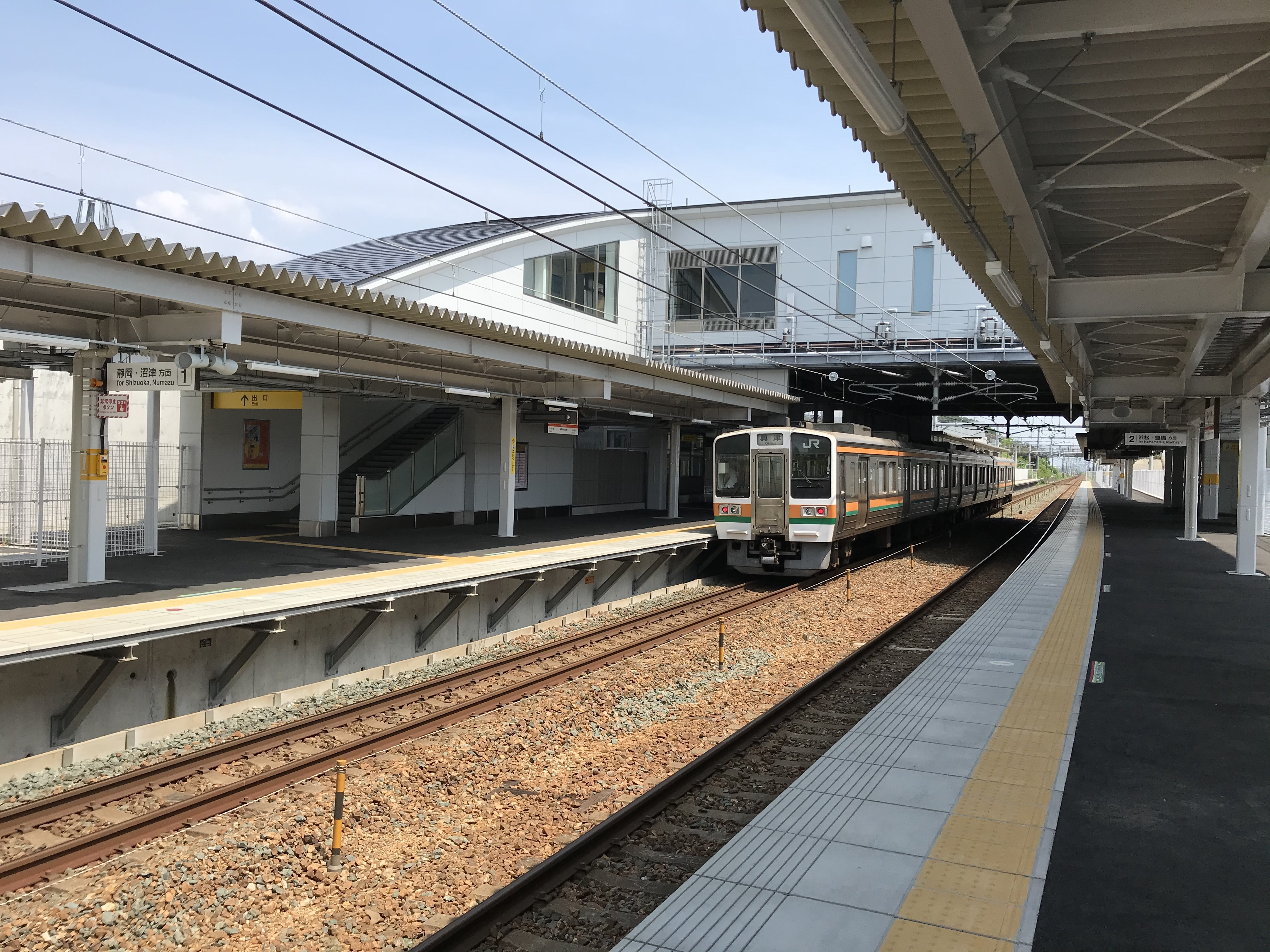
月台（2020年8月19日攝）
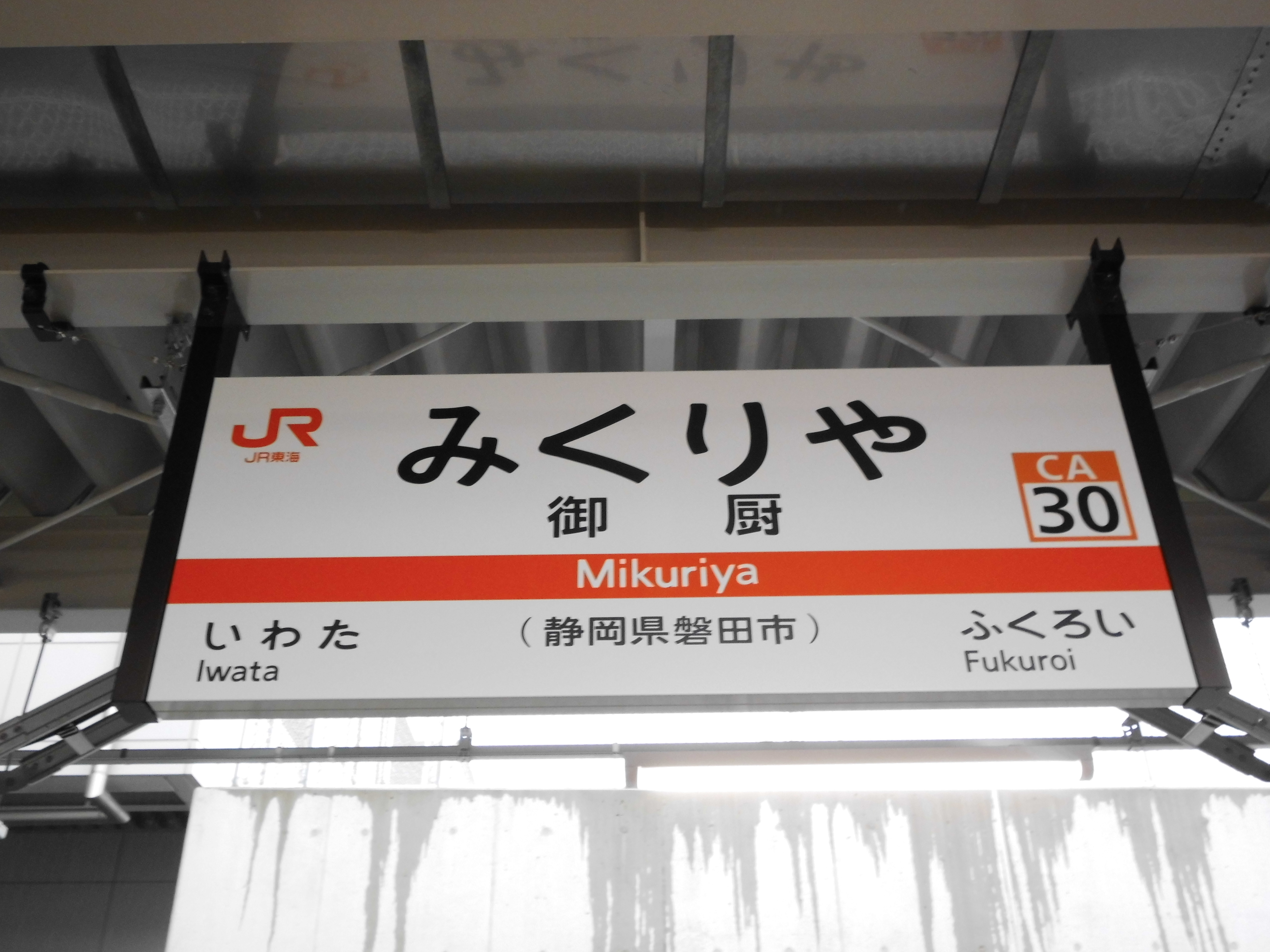
站名牌（2020年3月14日攝）
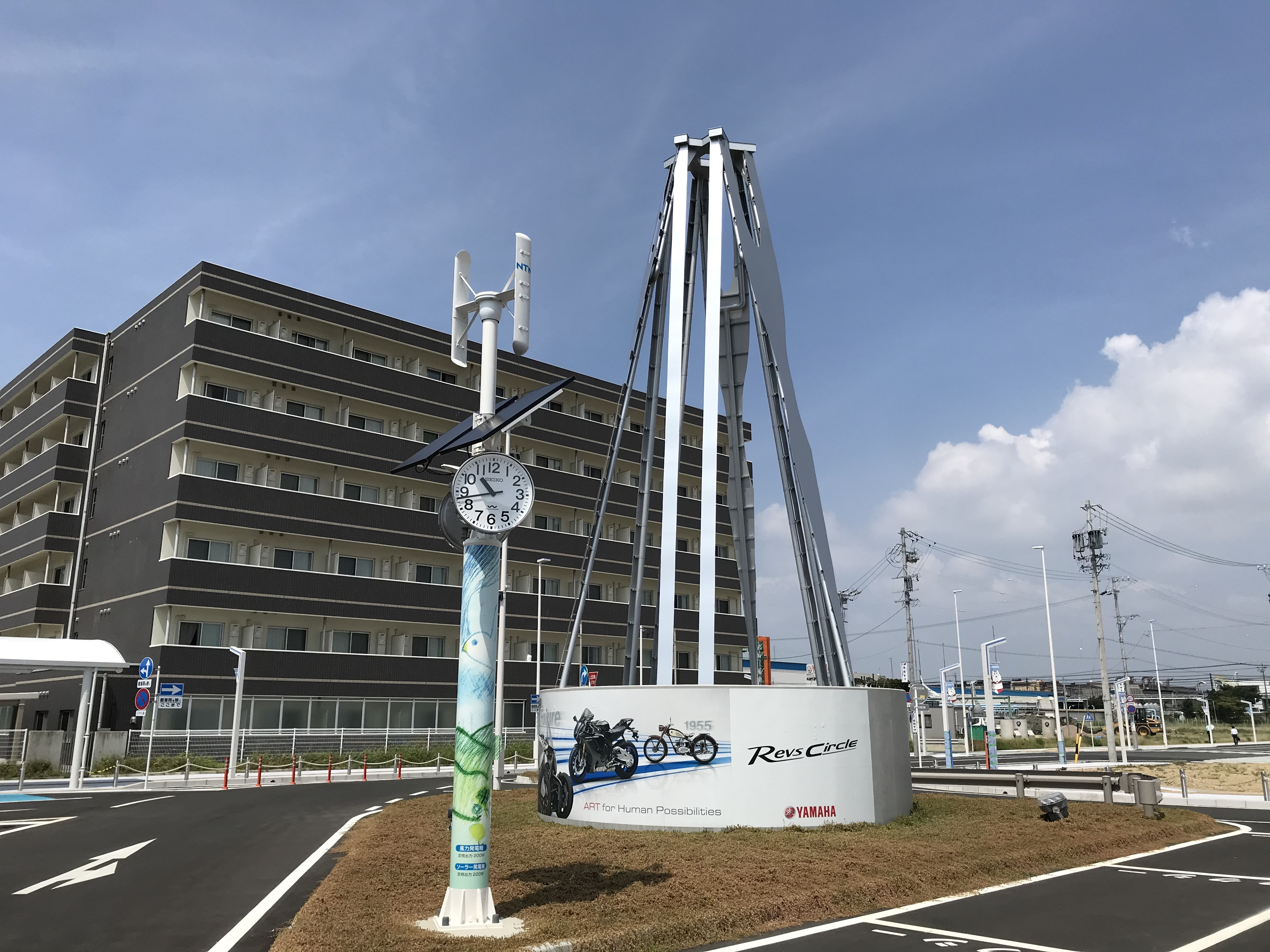
Revs環型紀念碑（2020年8月19日攝）

## 使用情況
開業前的預測預計，本站每日的上下車乘客数大概爲2000-3000人/日。

## 車站週邊
車站附近分佈了不少有關山葉公司的設施。
- 山葉發動機
- 山葉體育場
- 山葉通訊廣場
- 磐田市立神明中学
- 鎌田神明宮
- NTN磐田製作所
- DOWA Metanix
- 御廚古墳群：約建於四世紀後半期，為國家指定史跡之一

## 相鄰車站
東海旅客鐵道（JR東海）
 東海道本線
袋井（CA29）－御厨（CA30）－磐田（CA31）

## 外部連結
- 御廚 - 東海旅客鐵道